# Manuel Martínez Lara
Manolo Martínez Lara (Bigastre, 15 de juny de 1980) és un futbolista valencià, que ocupa la posició de migcampista.

## Trajectòria esportiva
Format a l'Hèrcules CF, debuta amb els alacantins la temporada 98/99, en la qual baixarien a Segona Divisió B. El migcampista acompanyaria el conjunt herculà per la categoria de bronze fins al 2003, quan fitxa pel Nàstic de Tarragona.
Amb els grana, el migcampista passaria de Segona B a primera divisió, tot i que les darreres campanyes hi seria suplent. L'estiu del 2007 recala al CD Tenerife, amb qui assoleix un nou ascens a la màxima categoria el 2009.